# Live at Montreux 2003 (Jethro Tull)
Live at Montreux 2003 è un doppio disco dal vivo pubblicato nel 2007 dal gruppo di rock progressivo inglese dei Jethro Tull, tratto da un concerto del 2003 al Montreux Jazz Festival. Esiste anche l'omonimo video.

## Tracce

### CD 1
1. Some Day The Sun Won't Shine For You
2. Life Is A Long Song
3. Bourée (Version de Noël)
4. With You There To Help Me
5. Pavane
6. Empty Café
7. Hunting Girl
8. Eurology
9. Dot Com
10. God Rest Ye Merry Gentlemen
11. Fat Man

### CD 2
1. Living In The Past
2. Nothing Is Easy
3. Beside Myself
4. My God
5. Budapest
6. New Jig
7. Aqualung
8. Locomotive Breath
9. Cheerio

## Formazione
- Ian Anderson - voce, flauto traverso, chitarra acustica
- Martin Barre - chitarra acustica, chitarra elettrica
- Andrew Giddings - tastiere
- Doane Perry - batteria
- Jonathan Noyce - basso
- Masha - voce